# Glamour

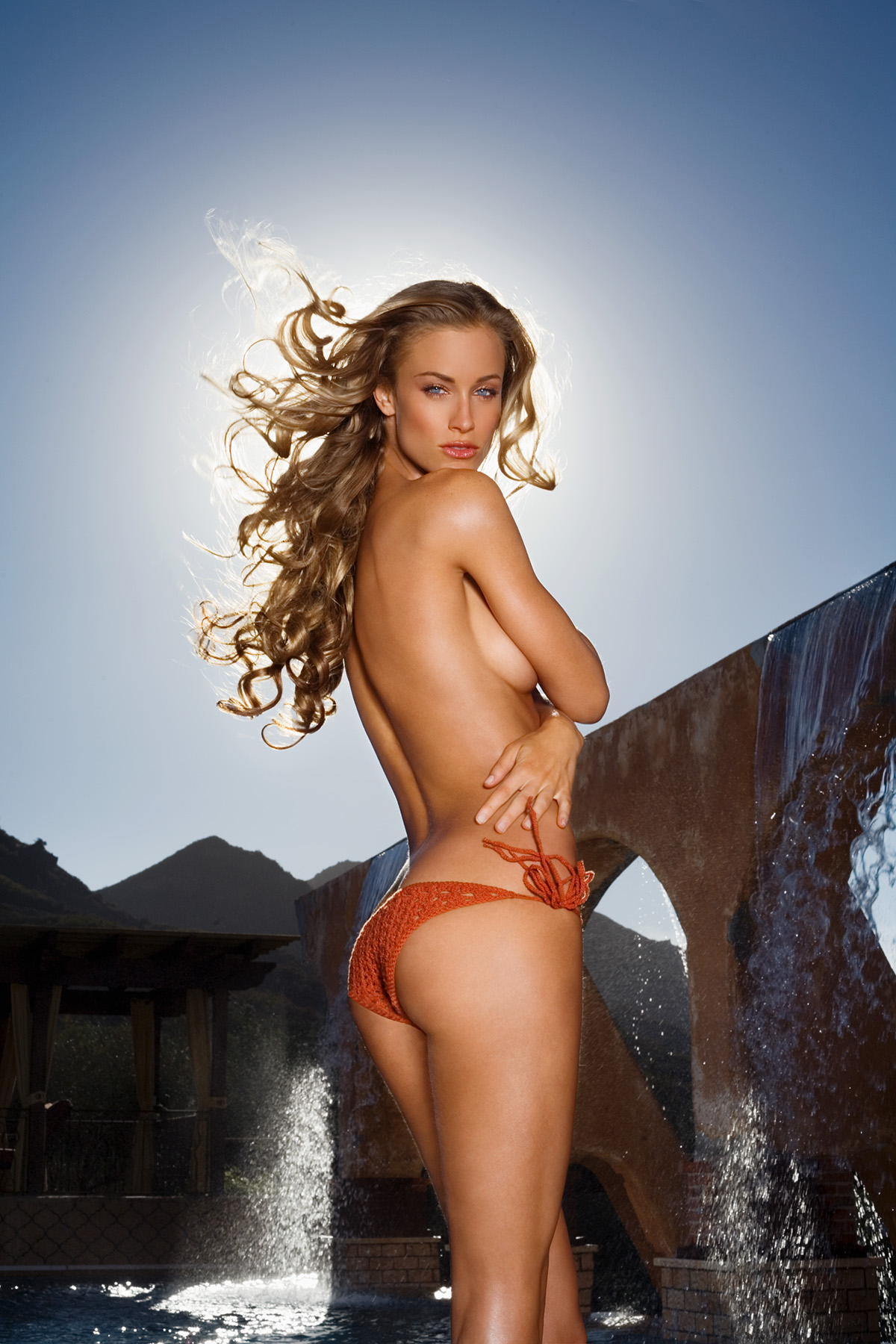
Michele Merkin

A glamour (jelentése varázslatos szépség, ragyogás) olyan fényképészeti műfaj, amelynek célja a modell szépségének kiemelt ábrázolása. A stílus gyakran ötvözve használja a sminkelés, fodrászat, retusálás és a világítás technikáit, ezzel is hangsúlyosabbá téve a fotóalany szépségét, és elkendőzve esetleges hibáit. Természetéből adódóan az ábrázolt modellek leggyakrabban csinos, fiatal hölgyek, azonban a hasonlóság ellenére a glamour nem azonos az akt- vagy az erotikus fotó műfajával.

## A stílus fejlődése
A glamour ábrázolásmódja az idők során folyamatosan változott, mindig az adott kor társadalmi megítéléséhez, elfogadásához idomulva. A korai húszas években az amerikai fotósok, úgymint Ruth Harriet Louise és George Hurrell a hírességeket azért fotózták, hogy a megvilágítási technikák segítségével drámai szépségű hatást kölcsönözzenek alkatuknak. A második világháború során a hiányosan öltözött filmcsillagokat ábrázoló pin-up képek igen népszerűek voltak az amerikai katonák körében. Ennek ellenére, az 1950-es évekig a glamour fotók reklámokban vagy férfimagazinokban történő ábrázolásának megítélése nagyon ellentmondásos volt, néhol illegális is. A glamour fotókat megjelentető kiadványokat gyakran művészeti vagy életmódmagazinokként aposztrofálták.

## Magazinok
A glamour fotózás stílusának formálásában a Playboy magazin mindig élen járt, aktmodelljeivel a megfelelő fogyasztói réteget célozva meg. 1953 decemberében Hugh Hefner kiadta a Playboy első számát a felöltözött Marilyn Monroe-val a címlapon és ruhátlanul a belső oldalakon. Monroe népszerűsége és bája sokban hozzájárult a közfelháborodás eloszlatásához. A magazint számos vetélytárs követte, ami megnyitotta az utat a glamour fotózás mai stílusa és társadalmi elfogadottsága felé.
Újabban számos népszerű glamour magazin kezdi megfordítani a trendet, és a hangsúlyt a glamourra, szépségre helyezi a nyílt meztelenség helyett. Ennek egyik módszere például a mell részleges takarása. Gyakran a modell saját karjával takarja a mellbimbókat, és csak részben engedi láttatni a mell más részét. A teljes meztelenség helyett gyakran használják a ruhák részleges takarását is.